# Estación de Dún Laoghaire

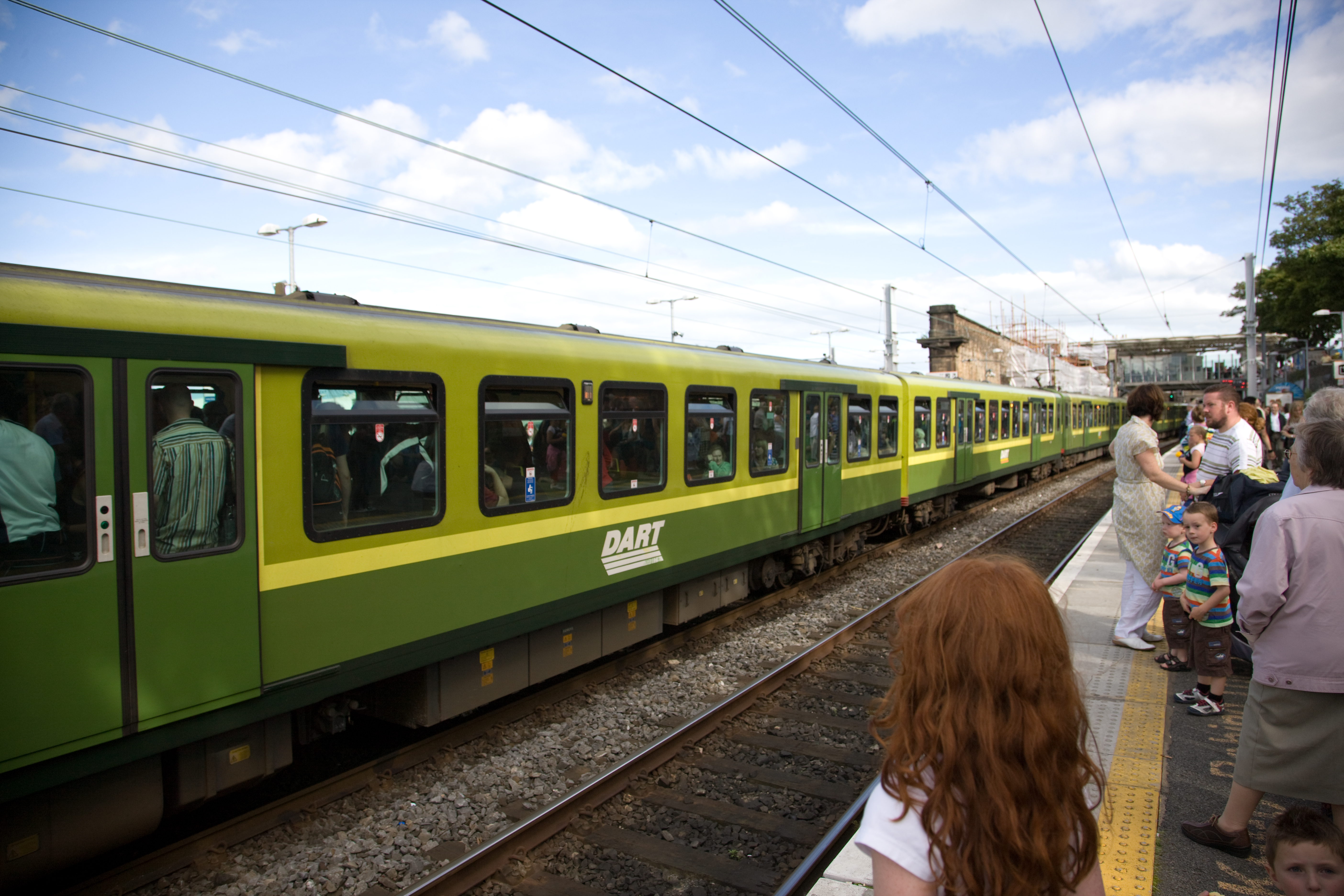
Estación de tren Dun Laoghaire en 2008

La estación de tren Mallin Dún Laoghaire  (en irlandés: Stáisiún Dhún Laoghaire/Í Mheallain) es una estación en Dún Laoghaire, Dun Laoghaire-Rathdown, Irlanda.
La estación pasó a nombrarse estación Mallin a partir de 1966, en honor de Michael Mallin, a pesar de que generalmente es conocida como Dun Laoghaire. Tiene dos plataformas de conexión y una terminal y la administra DART, la red de Transporte Interno del sureste, y los servicios interurbanos hasta Rosslare Europort a través de Wexford.
Curiosamente, el edificio de la estación se sitúa sobre un puente por encima de las plataformas, con una estructura similar a la de laestación de tren Leixlip Louisa Bridge. La estación cuenta con un mostrador de boletos, máquinas expendedoras de billetes y un pequeño puesto de café o de batidos.
La estación se encuentra al lado del puerto de ferris de Dún Laoghaire, para los servicios de Stena Line hasta Holyhead.

## Historia

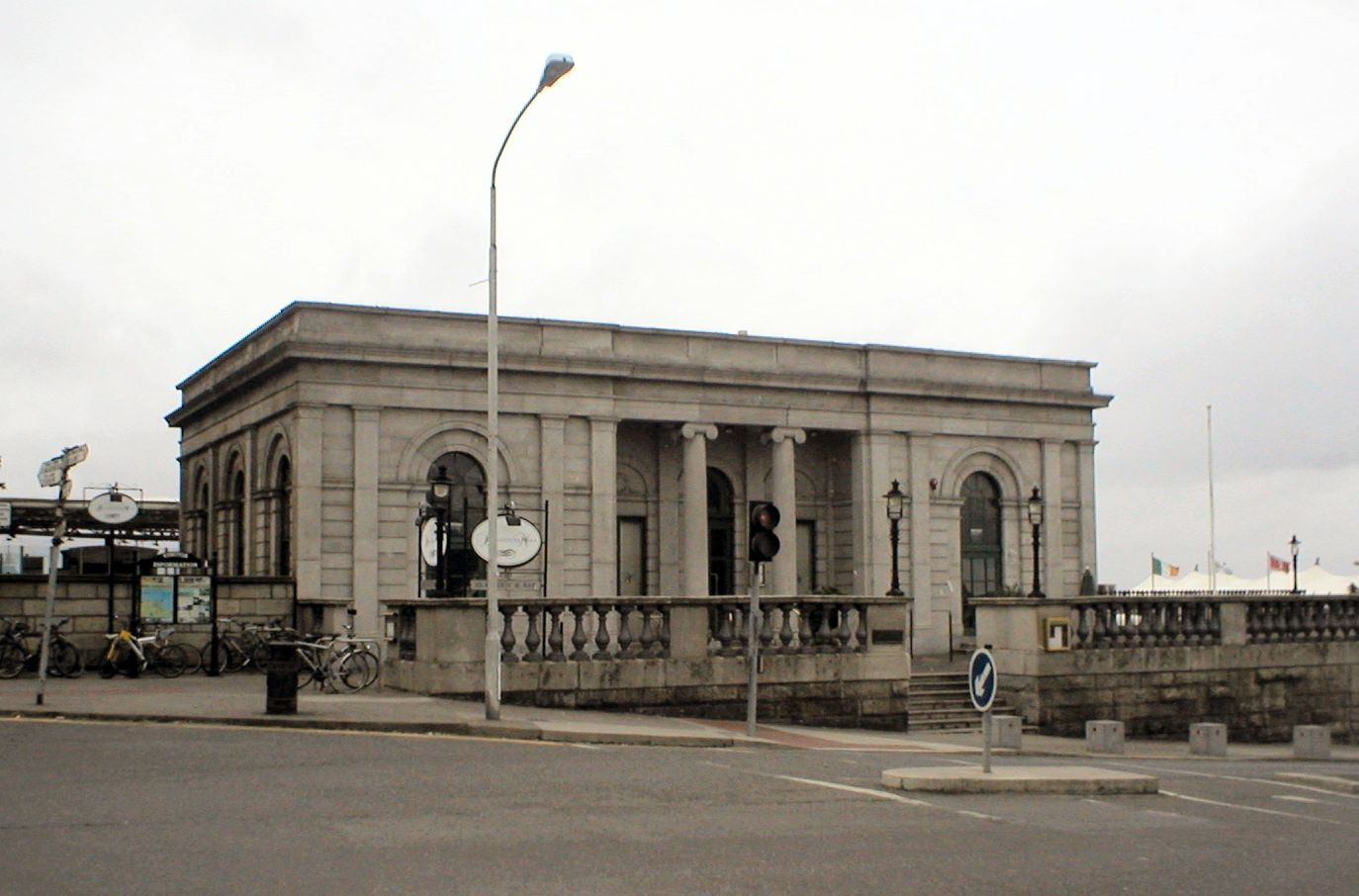
Cuanto antes la estación de tren Kingstown

La estación fue la terminal sur del ferrocarril de Dublín y Kingstown y se inauguró en 1837. Sustituyó a la estación original de Kingstown Harbour en el muelle oeste, cerca del Salthill actual y la estación de tren Monkstown, cuando la línea se extendió más cerca del puerto dos años después de la apertura de la línea. La demora fue una consecuencia de la oposición local en Kingstown.
La nueva estación se renombróKingstown  en 1861, Dun Laoghaire  en 1921 y adquirió su nombre actual en 1966.

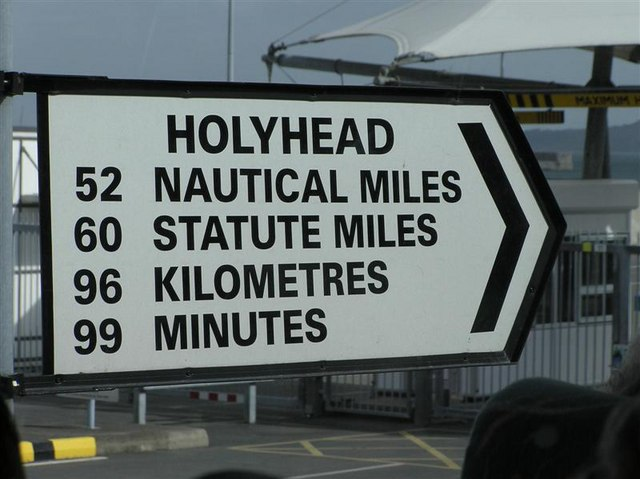
Mileages a Holyhead.

El edificio original de la estación fue sustituido en 1854 por una nueva estructura de estilo neoclásico, diseñado por John Skipton Mulvany. Este edificio de la estación hasta 1971, cuando se introdujo el sistema actual. El edificio de Mulvany es ahora el restaurante de Hartley.

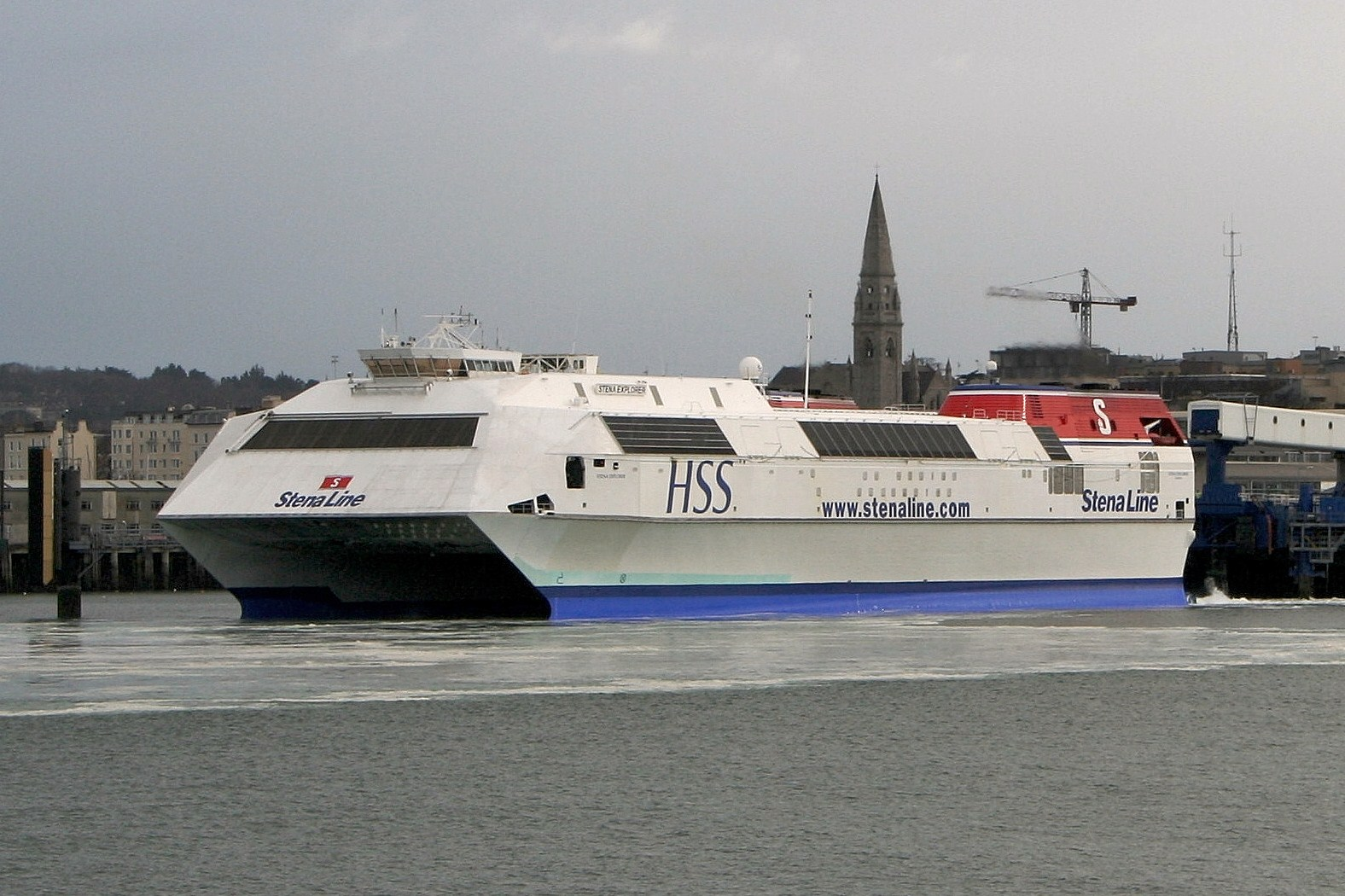
Stena Line de partida del ferry rápido a Holyhead.